# Soldadesca
Se llama soldadesca a la compañía de soldados formada por artesanos en los siglos XVI y XVII para custodiar a los reos sentenciados por el tribunal de la inquisición a ser quemados o penitenciados en los autos de fe. Estas personas solo estaban sobre las armas los dos o tres días que duraban las ceremonias de aquel tribunal. También se conoce genéricamente como soldadesca al conjunto de soldados o tropa indisciplinada. 